# Keratella nhamundaiensis
Keratella nhamundaiensis är en hjuldjursart som beskrevs av Koste 1982. Keratella nhamundaiensis ingår i släktet Keratella och familjen Brachionidae. Inga underarter finns listade i Catalogue of Life.